# Hultsfreds slätt

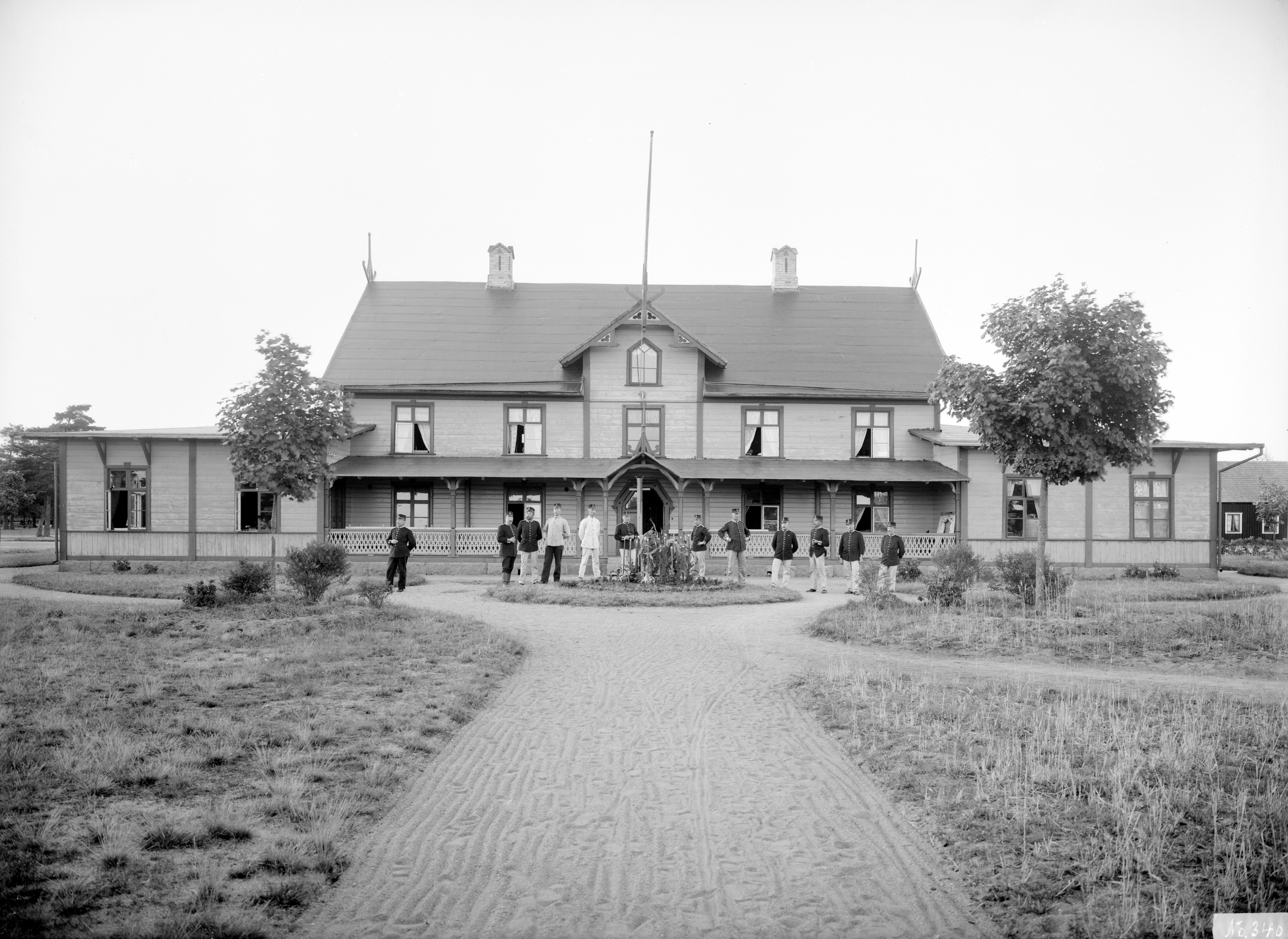
Underofficersmässen på Hultsfreds slätt.

Hultfreds slätt eller Hultfreds läger var en mötesplats och lägerplats för Kalmar regemente åren 1797–1918 i Hultsfred.

## Historia
Redan 1630 mönstrades delar av Kalmar regemente i Hulingsryd och det första stora regementsmötet hölls på platsen 1685, men därefter hölls mötena till och med 1782 vid Staby gästgivaregård i Högsby socken och därefter under några år vid Mariannelund i Hässleby socken. Övningsutrymmet där var dock otillräckligt och marken sank.
Carl Reutercrona, kapten vid Kalmar regemente fick år 1793 order att upprätta en militärkarta över Hulingsryd eller Hultsfred, som det senare fick heta. År 1796 skrev regementschefen vid regementet, friherre Carl Mörner af Tuna, till Kungl. Maj:t och föreslog att regementets nya mötesplats skulle bli Hultsfreds slätt, vid Hultsfreds gästgivargård i Kalmar län. En uppgörelse med jordägarna blev träffad 14 mars 1796 och 1797 hade Kalmar regemente sina första möten på Hultsfreds slätt. Detta var befälsmötet 19 maj och korprals-kompani- och regementsmötena 2-23 juni  .
Byggnaderna som hade flyttats från Mariannelund fick på Hultsfreds läger samma uppställning som tidigare, nämligen triangelformat och namnet "Trianon". Bland byggnaderna fanns en kallad "Caracters-" eller "Chefsbyggnaden" där rum för regementschefen samt auditör och kvartersmästare fanns inredda.
Här fanns också en stor ordersal som tidigare hade använts som regementschefens matsal. Officerarnas matsal fann i den östra flygeln. Ett "traktörskök" fanns i den västra flygelns som senare blev bostad för regementspastorn och övningssal till regementsorkestern.
När järnvägen Hultsfred-Västervik blev färdig 1880 blev kompaniernas transporter till mötesplatsen betydligt lättare och smidigare. 1918 hölls det sista mötet på Hultsfred varefter regementet lades i garnison i Eksjö.
Under övningarna under 1797–1873 användes de närbelägna poststationerna Westervik och Wimmerby. År 1874 fick Hultsfred en egen poststation och när järnvägen tillkom 1876 flyttades även posten dit. I slutet av 1800-talet kom frågan upp om att Hultsfreds lägerplats skulle få en egen poststation. Detta blev dock inte av förrän 1 juni 1914.